# Alokace
Alokace (z lat. locus, místo) znamená přidělení omezených zdrojů nějakému projektu, procesu, instituci a podobně. Důležitým způsobem alokace zdrojů v hospodářství je trh, kde se podle Ludwiga von Misese realizuje „vláda spotřebitelů“: o alokaci zdrojů do produkce rozhoduje poptávka.

## Druhy alokovaných prostředků
U všech větších institucí a projektů, rozdělených na pobočky, části a podobně, vzniká problém alokace čili přidělování omezených zdrojů (pracovníků, peněz, materiálu, strojů atd.) jednotlivým součástem projektu nebo činnosti. Povaha alokace se liší podle povahy přidělovaných prostředků:
- prostředky, které se použitím ztratí („zuživatelné prostředky“, např. peníze nebo potraviny);
- prostředky, které lze po skončení jednoho úkolu použít znovu (angl. serially reusable);
- prostředky hromadné povahy, specifikované pouze množstvím (peníze, určitý materiál);
- prostředky specifikované individuálně (např. odborníci, stavební parcely a pod.).

Operativní alokace znovu použitelných prostředků je úkolem dispečinku.
Podobný problém rozmísťování prostředků, provozů atd. řeší dislokace.

## Typické oblasti
Problém alokace se vyskytuje typicky v těchto oblastech:
- Alokace investic znamená rozhodnutí o tom, do jakých odvětví a ve kterých místech se bude investovat. Pokud je rozhodování pouze na bankách, bude preferovat odvětví a podniky s rychlou návratností a vysokým ziskem. Stát proto někdy podporuje investice, které rychlý návrat neslibují, ale které pokládá za veřejný zájem, například zárukami, daňovými úlevami anebo i přímými podporami.
- Alokace rizika je součást dohody mezi subjekty, týkající se rozdělení rizik společného projektu mezi jednotlivé účastníky.
- Alokace vysílacích kmitočtů a pásem je administrativní rozhodnutí nebo dohoda o tom, které státy a jejich subjekty mohou používat daný kmitočet, kde bude vysílač umístěn a jaký může mít výkon.
- Strategické plánování mimořádně velkých a dlouhodobých projektů civilních i vojenských, kde rozhodují i jiná než ekonomická hlediska.
- Operační systémy počítačů alokují hardwarové i softwarové prostředky různým úlohám a procesům, které mohou probíhat paralelně. To se týká hlavně periferních zařízení a paměti (viz správa paměti).